# Borolia basilinea
Borolia basilinea är en fjärilsart som beskrevs av Swinhoe 1890. Borolia basilinea ingår i släktet Borolia och familjen nattflyn. Inga underarter finns listade i Catalogue of Life.